# Jesús Brígido
Juan Jesús Brígido Chen (Mexicali, Baja California, México, 29 de septiembre de 2001), es un futbolista mexicano. Juega de extremo y su equipo actual es el Club de Fútbol Pachuca de la Liga MX de México.

## Trayectoria

### Club Deportivo Guadalajara
Debutó en Primera División el 3 de julio de 2023 en la victoria por 1 a 2 de los tapatíos sobre el Club León, juego correspondiente a la primera jornada del Apertura 2023.
Jesús anotó su primer gol en primera división con el Guadalajara en la tercera jornada del Apertura 2023, partido disputado contra Necaxa, donde Brígido consiguió marcar tan solo 4 minutos después de entrar a la cancha en el minuto 84. El partido finalizó con un 2 a 0 en favor del «Rebaño».

## Palmarés

### Títulos nacionales
| Título                                   | Club    | País   | Año  |
| ---------------------------------------- | ------- | ------ | ---- |
| Liga de Expansión MX                     | Tapatío | México | 2023 |
| Campeón de Campeones (Liga de Expansión) | Tapatío | México | 2023 |